# Roeberella flocculus
Roeberella flocculus is een vlindersoort uit de familie van de prachtvlinders (Riodinidae), onderfamilie Riodininae.
Roeberella flocculus werd in 1993 beschreven door Brévignon & Gallard.